# Andrónico Rodríguez
Andrónico Rodríguez Ledezma (Sacaba, Cochabamba, Bolivia, 11 de noviembre de 1988) es un politólogo, dirigente cocalero y político boliviano que ocupa el  cargo de Presidente de la Cámara de Senadores de Bolivia desde el 4 de noviembre de 2020. En el año 2018, Rodríguez fue elegido vicepresidente de las Seis Federaciones Cocaleras del Trópico de Cochabamba.

## Primeros años y carrera
Andrónico Rodríguez nació el 11 de noviembre de 1988 en la localidad de San Isidro en el municipio de Sacaba, ubicado en la provincia del Chapare del departamento de Cochabamba. Es hijo de un productor cocalero afiliado a un sindicato del Trópico de Cochabamba.
Debido al trabajo de su padre, su familia se trasladó a vivir en 1996 al municipio de Entre Ríos, ubicado en la provincia de Carrasco y fronteriza con el departamento de Santa Cruz, cuando Andrónico tenía 8 años de edad. Allí inició sus estudios escolares saliendo bachiller el año 2006 de la Unidad Educativa José Carrasco.
Desde niño, acudió a las reuniones sindicales a las que iba su padre y, según cuenta él mismo: «A mi padre le faltaba un poco de conocimiento y pensé que debía superar eso. Debo leer, debo estudiar y ver cómo colaborar con mi comunidad con mayor sabiduría académica, técnica».
Decidió entonces continuar con estudios profesionales, ingresando a estudiar ciencias políticas en la Universidad Mayor de San Simón (UMSS) de la ciudad de Cochabamba, titulándose como politólogo en 2011 a los 23 años.
Ingresó a las juntas universitarias de las Seis Federaciones Cocaleras, llegando a ser su presidente el año 2012. En 2017 se convirtió en secretario de Deportes de la misma institución y en septiembre de 2018 fue elegido vicepresidente.
Además de dedicarse en sus tiempos libres a la producción de la hoja de coca ayuda a su familia en el Chapare con cultivos alternativos con la producción de piña y arroz y la piscicultura.
En las elecciones generales del 20 de octubre de 2019 fue candidato a segundo senador titular por Cochabamba por el Movimiento Al Socialismo. De la misma manera, fue quien presentó a Evo Morales en el cierre de su campaña electoral el 18 de mayo en Chimoré y acompañó a Morales a inaugurar la casa de campaña de su partido político en Buenos Aires, ciudad con la mayor cantidad de electores bolivianos fuera de Bolivia.
Poco después de la dimisión de Evo Morales como presidente de Bolivia por convulsiones sociales generalizadas en las principales capitales departamentales, Andrónico Rodríguez llamó a movilizaciones reclamando el cumplimiento del mandato de Evo Morales hasta el 22 de enero de 2020.
El 16 de noviembre, desde varias cuentas de Twitter se difundió la falsa noticia de que el dirigente había sido secuestrado por las Fuerzas Armadas bolivianas.

### Crisis política de 2019
El 21 de noviembre de 2019, en el marco de las protestas en Bolivia de octubre y noviembre, dos asambleístas de Unidad Demócrata: Freddy González y Lineth Villarroel, presentaron una denuncia penal ante la Fiscalía contra Andrónico Rodríguez, Leonardo Loza y otros ocho altos dirigentes cocaleros por la presunta comisión de seis delitos: terrorismo, amenazas, coacción, alzamiento armado contra la seguridad y soberanía del Estado; sedición e instigación pública a delinquir. El asambleísta González señaló como prueba el atentado al gasoducto Villa Tunari-Carrasco, «la quema de estaciones policiales, entre otros actos delictivos son pruebas suficientes para probar la denuncia presentada». La Fiscalía rechazó la denuncia en octubre de 2020 señalando que no se contaban con elementos de convicción que permita establecer la existencia del hecho y la participación e individualización de los denunciados en los hechos atribuidos.
En enero de 2020 unas declaraciones de Rodríguez señalando que la etapa de resistencia pacífica al Gobierno de Añez terminaría el 22 de enero generaron controversia y sus palabras fueron calificadas de sediciosas por cívicos y miembros del Gobierno generando una nueva denuncia. Rodríguez contestó que fue tergiversado negando que hubiera llamado a la violencia.

### Elecciones presidenciales de 2020
A principios de diciembre de 2019 el nombre de Andrónico Rodríguez se barajó como posible candidato a la presidencia por el MAS, junto con otras figuras del partido. El dirigente cocalero mostró su disposición a postularse si contaba con el respaldo del MAS y de Morales, pero señaló que consideraba que hacía falta enmendar los muchos errores cometidos por el MAS durante las gestiones pasadas. Dos ampliados departamentales del MAS también en diciembre, uno en Cochabamba y otro en La Paz, plantearon como candidatos a David Choquehuanca y a Andrónico Rodríguez como un posible binomio a las elecciones presidenciales 2020-2025.
El 17 de diciembre el expresidente Evo Morales expuso los precandidatos de su partido: El excanciller Diego Pary, el exministro de Economía Luis Arce Catacora, el excanciller David Choquehuanca, la expresidenta del Senado, Adriana Salvatierra y el propio Andrónico Rodríguez.
El 22 de diciembre de 2019, a pesar de que Andrónico no había sido postulado definitivamente como candidato presidenciable por el MAS, él y el expresidente Carlos Mesa lideraban las encuestas de intención de voto, con 23 y 21%, respectivamente.
El 7 de enero de 2020 el expresidente Evo Morales denunció amenazas contra Andrónico Rodríguez.
El 19 de enero de 2020 se anunció que Luis Arce y David Choquehuanca serían los candidatos del Movimiento al Socialismo (MAS) a la presidencia y la vicepresidencia de Bolivia en las elecciones convocadas para mayo de 2020.  El 22 de enero, durante su intervención  en un acto del Movimiento Al Socialismo en la zona sur de Cochabamba, Andrónico Rodríguez llamó a todos los sectores a la unidad y acudir a las urnas el 3 de mayo próximo para “recuperar la democracia” en Bolivia.

## Presidente del Senado

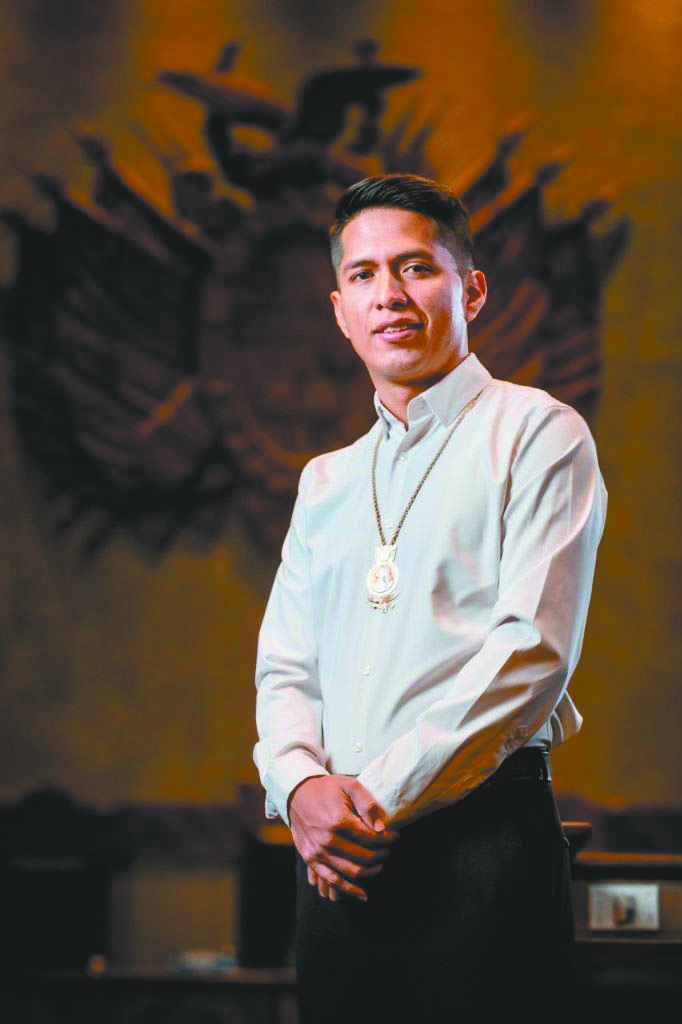
Rodriguez como presidente de la Asamblea Legislativa.

Tras ser electo como senador por el Departamento de Cochabamba en las elecciones nacionales de Bolivia de 2020, el 3 de noviembre de 2020 es electo por la directiva de la Cámara de Senadores como Presidente del Senado. Con la elección de noviembre de 2023, fue reelecto Presidente del Senado en 4 periodos legislativos consecutivos.

#### Presidencia Interina de Bolivia

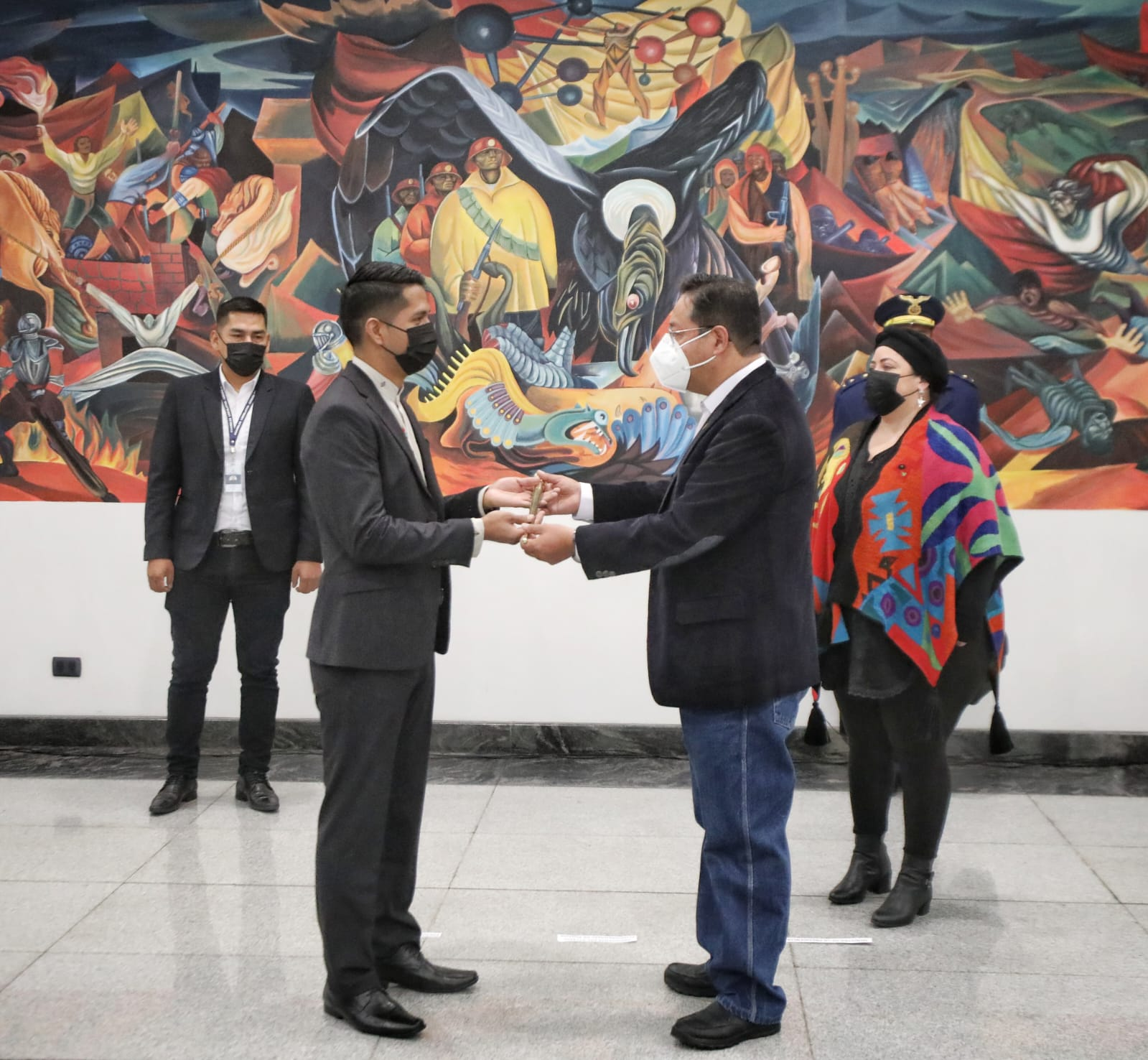
Rodriguez recibiendo el mando presidencial de Luis Arce en 2021.

El 19 de septiembre de 2022, Andrónico Rodríguez, en su calidad de presidente de la Cámara de Senadores, en ausencia del presidente y vicepresidente, asumió la presidencia interina de Bolivia. Con 34 años, Rodríguez es uno de los presidentes interinos más jóvenes en asumir el mando del país. En julio de 2019, con 30 años de edad, la entonces presidenta de la Cámara de Senadores Adriana Salvatierra asumió también el interinato de la Presidencia.

#### Presidencia interina de la Asamblea Legislativa
La constitución boliviana establece que el presidente de la Asamblea Legislativa Plurinacional es el Vicepresidente del Estado, ante la ausencia de este, el reglamento de la Asamblea establece que la presidencia recae sobre el presidente del Senado o el titular de  la cámara de Diputados, en aplicación del principio de sucesión.
El 30 de mayo de 2023, Andrónico Rodríguez en su calidad de presidente de la Asamblea Legislativa convocó a sesión del pleno para el 31 de ese mes, el orden del día establecía la interpelación al ministro de Obras Públicas. El 9 de junio de ese año, por segunda oportunidad Rodríguez convocó a la sesión del pleno previsto para el 13 de ese mes, para la interpelación del ministro de Gobierno. El 12 de junio Rodríguez llamó a una tercera sesión ordinaria del Legislativo para interpelar a la ministra de Salud.

#### Polémica por convocar sesión del pleno (2024)
El 6 de junio de 2024 asumió la Presidencia de la Asamblea Legislativa, debido al viaje del presidente Luis Arce a Rusia, el vicepresidente David Choquehuanca asumió como presidente interino del Estado, dejando la presidencia de la Asamblea Legislativa en manos de Rodríguez

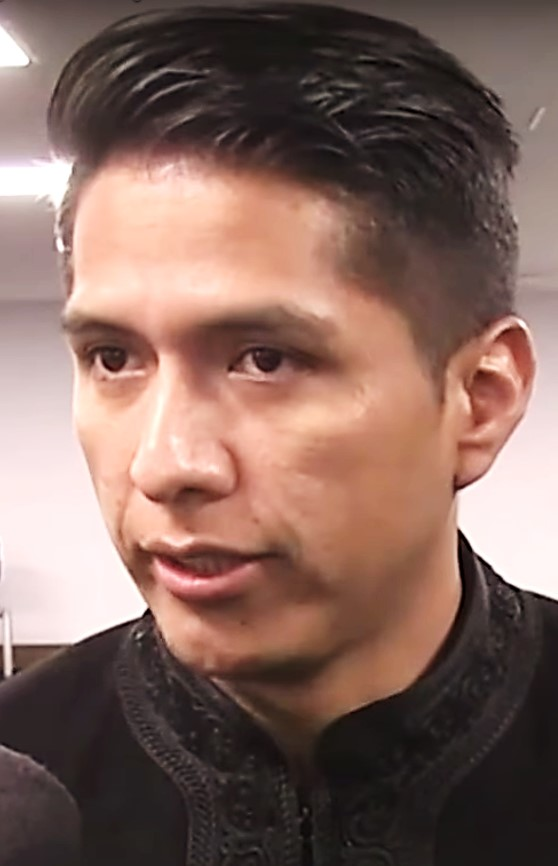
Andrónico Rodríguez Ledezma en diciembre de 2024

La sesión del pleno de la Asamblea Legislativa convocada por Andrónico Rodríguez aprobó el proyecto de ley 075 que cesa en el cargo a los magistrados autoprorrogados del Órgano Judicial, sesión que causó polémica entre el gobierno arcista, acusándolo de usurpación de funciones. Sin embargo, la sesión recibió amplio apoyo por legisladores del movimiento al socialismo leales a Evo Morales, así como asambleístas de Comunidad Ciudadana y Creemos.
Al respecto, el senador William Torrez señaló que ante la existencia de antecedentes, la convocatoria que realizó el titular de la Cámara Alta es legal y está protegida por la Constitución y el artículo 4 del Reglamento de Diputados, al cual remite el parágrafo II del artículo 158 de la Constitución.

## Candidatura presidencial de 2025

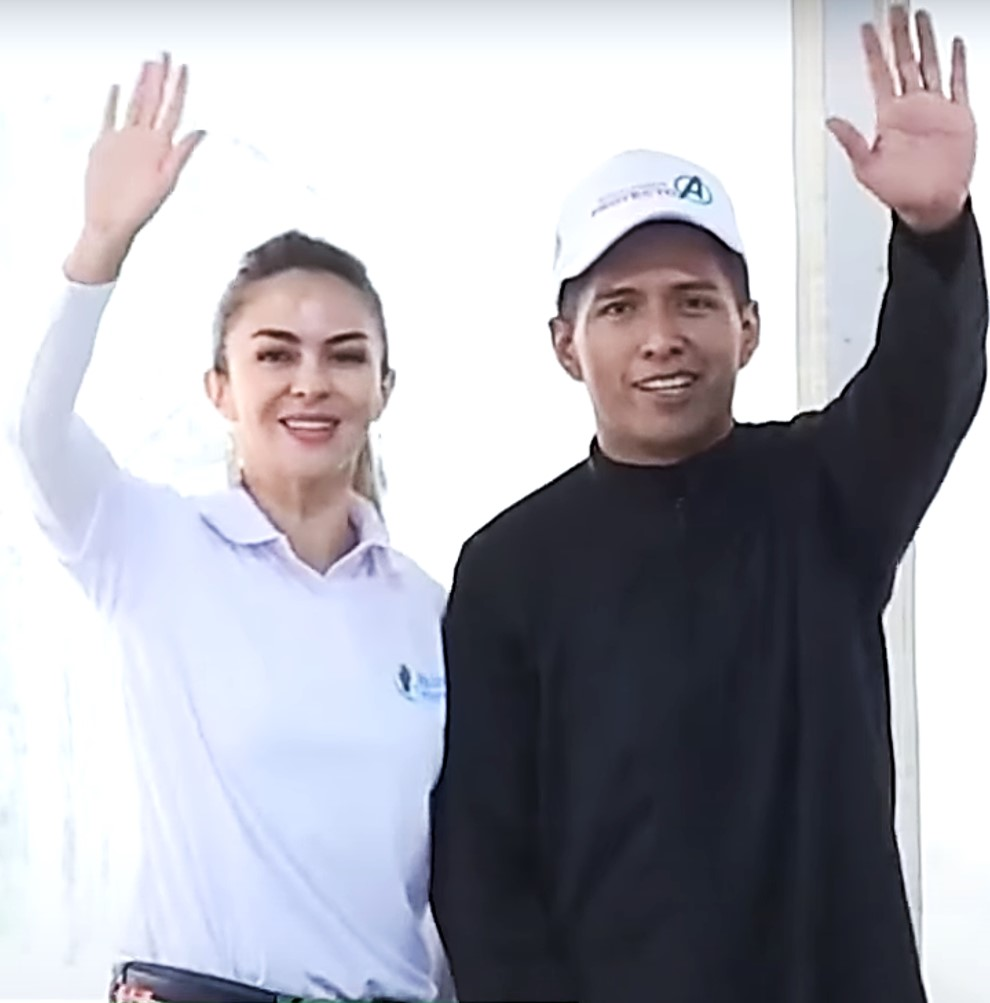
La exministra de Estado Mariana Prado Noya al lado de Andrónico Rodríguez en las oficinas del Tribunal Supremo Electoral (TSE) en mayo de 2025, inscribiendo juntos su candidatura a la Presidencia de Bolivia y Vicepresidencia de Bolivia.

El 3 de mayo de 2025, desde la ciudad de Oruro, Andrónico anunció oficialmente su candidatura a la Presidencia de Bolivia. Posteriormente, el 19 de mayo de 2025, en la ciudad de La Paz, Rodríguez presentó oficialmente ante toda la opinión pública del país a la exministra Mariana Prado Noya, quien sería la mujer que lo acompañaría como candidata a la vicepresidencia, señalando que decidió elegirla a ella por su experiencia y conocimientos financieros adquiridos cuando ocupó ya el alto cargo ministra de Estado de Bolivia entre 2017 y 2019. Durante su presentación, Rodríguez mencionó también que no "era un candidato del arcismo, ni de la derecha, ni del imperio" sino un candidato por una "mejor Bolivia".